# Geraldo Pereira de Barros
Geraldo Pereira de Barros (São Manuel, 21 de março de 1910 – 9 de junho de 1970) foi um político brasileiro.
Filho de Antônio Emídio de Barros e de Elisa Pereira de Barros. Irmão de Ademar de Barros.
Em 1948 foi eleito prefeito de Lençóis Paulista, pelo Partido Social Progressista (PSP), fundado por seu irmão. Eleito prefeito de São Manuel em 1952. Nas eleições estaduais em São Paulo em 1954 foi eleito deputado estadual, reeleito nas eleições estaduais em São Paulo em 1958. Nas eleições estaduais em São Paulo em 1962 foi eleito deputado federal. Deixando a Assembleia Legislativa em janeiro de 1963, assumiu o mandato na Câmara no mês seguinte. Com a extinção dos partidos políticos pelo Ato Institucional nº 2 e a posterior instauração do bipartidarismo, filiou-se à Aliança Renovadora Nacional (Arena).